# Шатило, Михаил Федосеевич
Михаил Федосеевич Шатило (1919—2013) — командир звена 76-го гвардейского штурмового авиационного полка 1-й гвардейской штурмовой авиационной дивизии, 1-й воздушной армии, 3-го Белорусского фронта, гвардии старший лейтенант. Герой Советского Союза.

## Биография
Родился 22 ноября 1919 года в селе Солоновка. Окончил 10 классов средней школы и школу фабрично-заводского ученичества. Работал слесарем на станции Тайга Кемеровской области.
В Красной Армии с 1940 года. Участник Великой Отечественной войны с декабря 1943 года. Воевал на 4-м Украинском и 3-м Белорусском фронтах.
На своём 8-м боевом вылете 24 апреля 1944 года при выполнении задания по штурмовке немецкого аэродрома в Севастополе его Ил-2 был несколько раз атакован немецким истребителем и получил большие повреждения, но сумел дойти до линии фронта и совершить вынужденную посадку.
К апрелю 1945 года совершил 120 боевых вылетов на штурмовку войск противника.
После войны продолжал службу в ВВС. С 1964 года — в запасе. Жил в Минске. Работал в производственном объединении «Горизонт». Умер 12 августа 2013 года. Похоронен на Восточном кладбище в Минске.

## Награды
- Медаль «Золотая Звезда»
- Орден Ленина
- Два ордена Красного Знамени

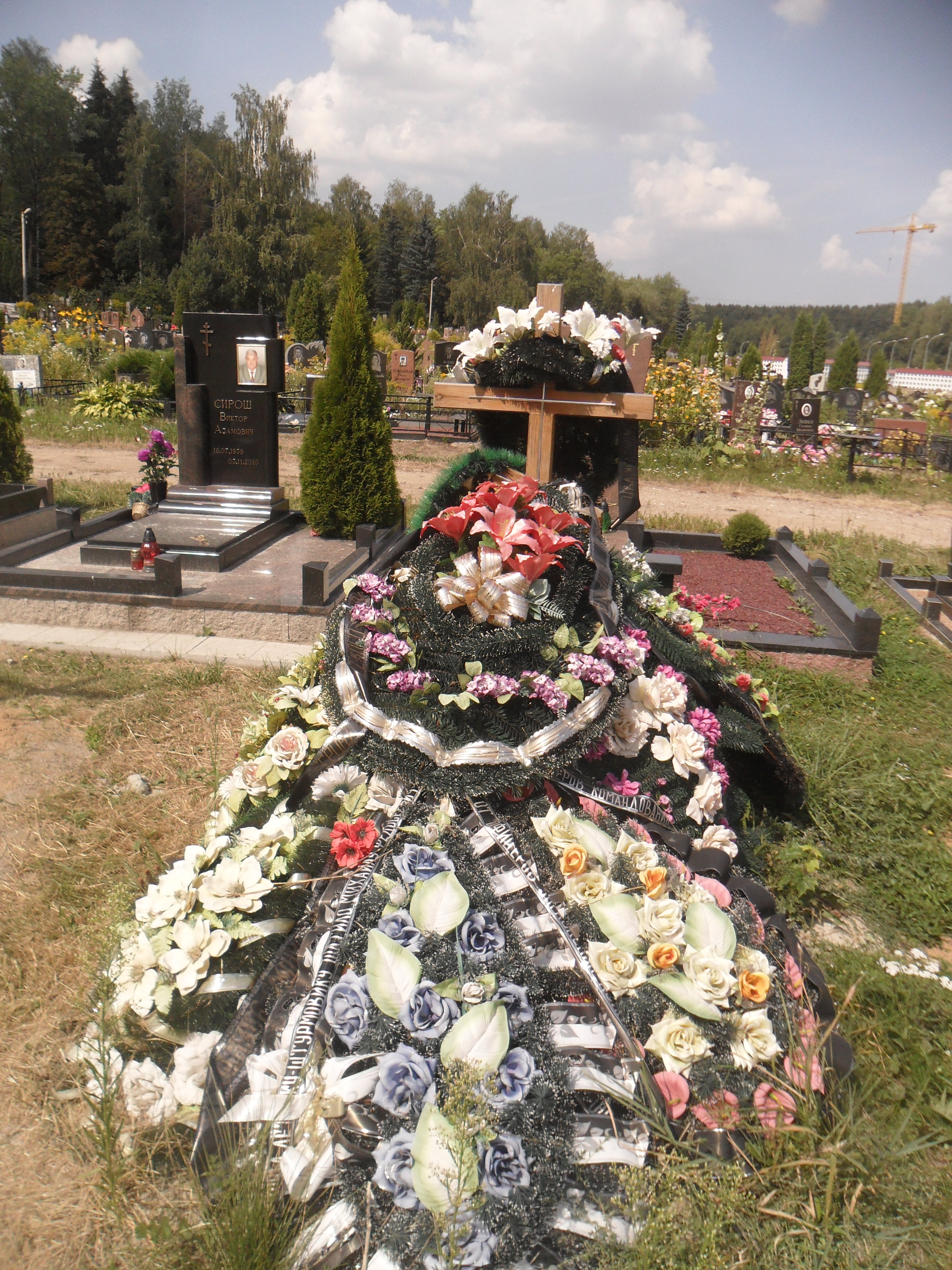
Могила Шатило на Восточном кладбище Минска

- Два ордена Отечественной войны I степени
- Орден Отечественной войны II степени
- Орден Красной Звезды
- 15 апреля 1999 года Указом Президента Республики Беларусь награждён Орденом «За службу Родине» III степени[2].
- Ряд медалей СССР.